# Neumunster Challenger 1996
Il Neumunster Challenger 1996 è stato un torneo di tennis facente parte della categoria ATP Challenger Series nell'ambito dell'ATP Challenger Series 1996. Il torneo si è giocato a Neumünster in Germania dal 4 al 10 novembre 1996 su campi in sintetico indoor.

## Vincitori

### Singolare
Arne Thoms ha battuto in finale  Jeff Salzenstein con il punteggio di 6–4, 6–4

### Doppio
Stephen Noteboom /  Fernon Wibier hanno battuto in finale  Patrick Baur /  Jens Knippschild con il punteggio di 6–3, 6–4